# راودویا
راودویا (استونیایی: Raudoja) یک روستا در شهرستان هاریو، استونی است. این روستا در سال ۲۰۱۰ میلادی ۴۴ نفر جمعیت داشته است.